# Gromolo
Gromolo (auch Gibberisch) ist eine Art der Spielsprache, die aus einer Aneinanderreihung von phantasievollen, doch sinnlosen Buchstaben- und Wortfolgen besteht. 
Verwendung findet Gromolo in Formen des Improvisationstheaters, bei dem einzelne Sätze oder ganze Dialoge in Gromolo abgehalten werden können. Die Zuschauer und die Schauspieler untereinander sollen hierbei jedoch durch Mimik und Gestik der Gromolo Sprechenden möglichst die Handlung nachvollziehen können. Damit dient die Verwendung von Gromolo außer der Unterhaltung auch der Schulung der Körpersprache der Schauspieler.
Gromolo wird auch im Bereich der Elektronischen Kampfführung eingesetzt, um Sprechfunknetze zu stören. Tonbänder mit Kauderwelsch ähnlich der Sprache der entsprechenden Zielverbände (oder allgemeines Kauderwelsch) werden durch Störsender abgestrahlt, um die gegnerische Aufklärung zu täuschen oder Funknetze zu beeinträchtigen.

## Fremdsprachiges Gromolo
Eine besondere Form des Gromolos ist es, solche sinnlosen Worte wie eine bestimmte Fremdsprache klingen zu lassen. Dazu bedarf es allerdings der Kenntnisse über typische Laute dieser Sprache, beispielsweise das kehlige ch in der arabischen oder der deutschen Sprache. Ein Beispiel für ein solches Grammelot (allgemein lautmalerische bzw. makkaronische Spielsprachen) ist die pseudo-deutsche Redeweise von Charlie Chaplin in seiner Filmsatire Der große Diktator (1940). Als „Adenoid Hynkel“ sagt er etwa: „Demokratsie Schtonk! Liberty Schtonk! Free Sprekken Schtonk!“

## Weitere Beispiele
Ein Beispiel für berndeutsches Gromolo ist die Kurzgeschichte Ds Totemügerli von Franz Hohler. Hohler erzählt diese Geschichte mit vielen völlig frei erfundenen Wörtern, die jedoch im Zusammenhang einen Sinn ergeben. Weitere Beispiele für Gromolo sind in den Büchern John Lennons zu finden: Die Werke In seiner eigenen Schreibe (Originaltitel In His Own Write, 1964) und Ein Spanier macht noch keinen Sommer (im Original A Spaniard in the Works, 1965) enthalten mehrere Gedichte, die im englischen Original und in der deutschsprachigen Übersetzung hauptsächlich aus Unsinnswörtern (Kauderwelsch) bestehen. Andere Beispiele für Gromolo finden sich in lautmalerischen Texten des Dadaismus; ein bekanntes Beispiel ist die Ursonate (1923–1932) des deutschen Dadaisten Kurt Schwitters. Gromolo kommt auch zur Anwendung im Bereich des Grafikdesign in der Form von Blindtext. Solche „Platzhalter“ haben den Zweck, mit gestalterischen Mitteln ein typographisches Schriftbild (Schriftwahl, Layout) zu veranschaulichen, auch wenn die Texte für ein zu gestaltendes Werk noch nicht vorliegen. Beispielhaft ist der pseudo-lateinische Unsinns-Text Lorem ipsum.